# Amphoe Phanom Dong Rak

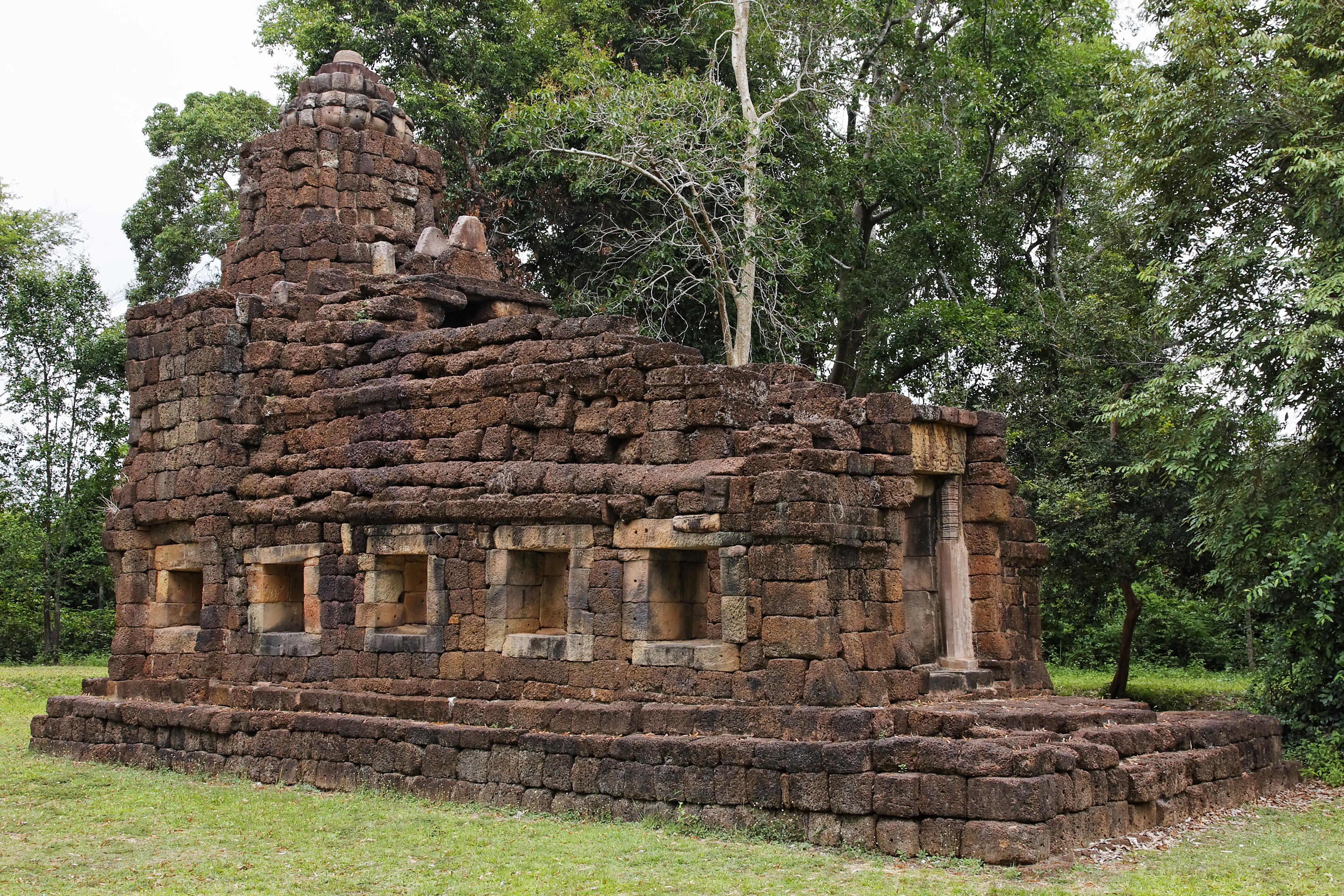
Prasat Ta Muen

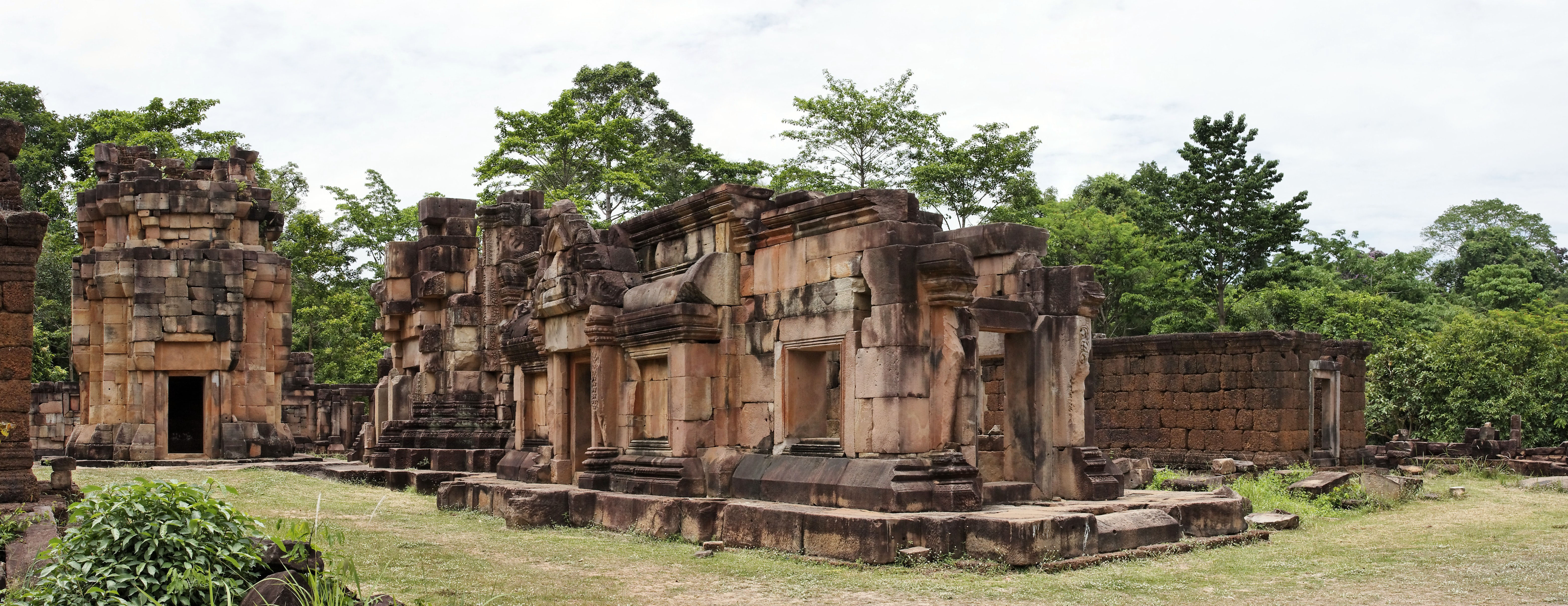
Prasat Ta Muen Thom

Amphoe Phanom Dong Rak (Thai: อำเภอ พนมดงรัก) ist ein Landkreis (Amphoe – Verwaltungs-Distrikt) im Südwesten der Provinz Surin. Die Provinz Surin liegt in der Nordostregion von Thailand, dem so genannten Isan.

## Geographie
Amphoe Phanom Dong Rak grenzt an die folgenden Distrikte (von Westen im Uhrzeigersinn): an Amphoe Ban Kruat der Provinz Buriram, an die Amphoe Prasat und Kap Choeng in der Provinz Surin sowie an die Provinz Oddar Meanchey von Kambodscha.
Der Distrikt liegt im Dongrek-Gebirge, welches Thailand von Kambodscha trennt. Der Name des Distrikts bedeutet Dongrak-Berge.

## Geschichte
Amphoe Phanom Dong Rak wurde am 1. April 1995 zunächst als „Zweigkreis“ (King Amphoe) eingerichtet, indem sein Gebiet vom Amphoe Kap Choeng separiert wurde.
Am 15. Mai 2007 hatte die thailändische Regierung beschlossen, alle 81 King Amphoe in den einfachen Amphoe-Status zu erheben, um die Verwaltung zu vereinheitlichen.
Mit der Veröffentlichung in der Royal Gazette „Issue 124 chapter 46“ vom 24. August 2007 trat dieser Beschluss offiziell in Kraft.

## Sehenswürdigkeiten
- Prasat Ta Muen – die Ruinen eines Khmer-Tempels aus dem 10. Jahrhundert liegen im Tambon Ta Miang,
- Prasat Ta Muen Thom – Ruinen dreier Khmer-Prang mit vielen gut erhaltenen Sandstein-Reliefs,
- Prasat Ta Khwai (Khmer: Prasat Ta Krabey) – direkt an der Grenze zu Kambodscha mitten im Dschungel gelegener Prang etwa aus dem 11. Jahrhundert.

## Verwaltung

### Provinzverwaltung
Der Landkreis Phanom Dong Rak ist in vier Tambon („Unterbezirke“ oder „Gemeinden“) eingeteilt, die sich weiter in 55 Muban („Dörfer“) unterteilen.
| Nr. | Name       | Thai    | Muban | Einw.  |
| --- | ---------- | ------- | ----- | ------ |
| 1.  | Bakdai     | บักได    | 20    | 12.299 |
| 2.  | Khok Klang | โคกกลาง | 11    | 06.876 |
| 3.  | Chik Daek  | จีกแดก   | 12    | 07.810 |
| 4.  | Ta Miang   | ตาเมียง  | 12    | 10.566 |

### Lokalverwaltung
Es gibt vier „Tambon-Verwaltungsorganisationen“ (องค์การบริหารส่วนตำบล – Tambon Administrative Organizations, TAO) im Landkreis:
- Bakdai (Thai: องค์การบริหารส่วนตำบลบักได)
- Khok Klang (Thai: องค์การบริหารส่วนตำบลโคกกลาง)
- Chik Daek (Thai: องค์การบริหารส่วนตำบลจีกแดก)
- Ta Miang (Thai: องค์การบริหารส่วนตำบลตาเมียง)